# Fruchtsuppe

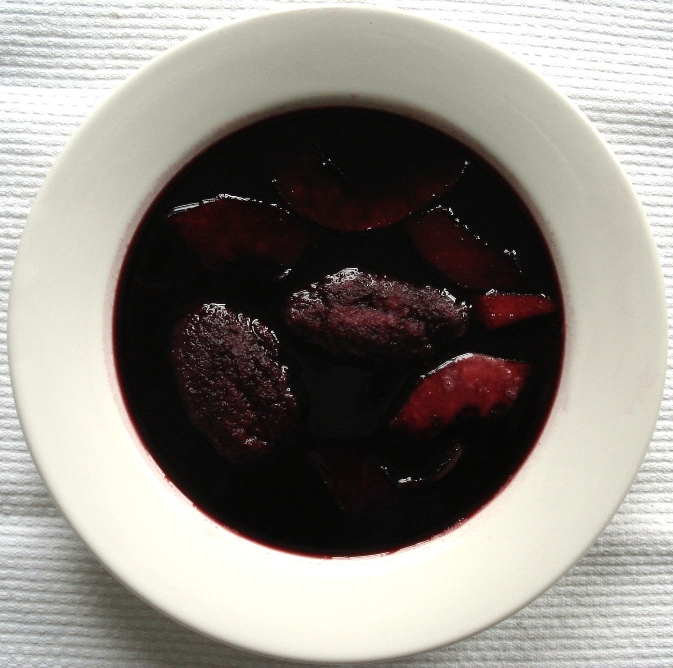
Fliederbeersuppe mit Grießklößen und Apfelstücken

Eine Fruchtsuppe (auch Obstsuppe genannt) ist eine aus Obst als Hauptzutat und ggf. gemischt mit Gemüse hergestellte Suppe, die heiß oder kalt gegessen werden kann. Neben den Hauptzutaten besteht sie meist aus Flüssigkeiten wie Wasser, Fruchtsaft, Wein oder Milcherzeugnissen, und wird mit Trockenfrüchten, Nüssen oder anderen Früchten ergänzt. Als Dickungsmittel können Grieß, Sago, Stärke oder pflanzliche Produkte genutzt werden. Sie wird als Vorspeise oder Hauptmahlzeit verwendet, je nach Geschmack aber auch als Süßspeise und Dessert. Kalt servierte Fruchtsuppe wird auch Fruchtkaltschale genannt.

## Geschichte
Fruchtsuppen haben in Mittel- und Nordeuropa eine lange Tradition. Die Begriffe Fruchtsuppe und Obstsuppe sind gleichermaßen in bekannten Standardwerken wie z. B. von Maria Anna Neudecker (1831), Henriette Davidis (1845), Katharina Prato, Mathilde Ehrhardt (1904) oder Hedwig Heyl (1897) zu finden. Ebenso werden sie in den historischen Dr. Oetker Schulkochbüchern beschrieben. Häufig wurden sie in der Schonkost für Kranke und Schwache  und fleischlosen Küche der Fastenzeit oder des Vegetarismus genutzt.

## Varianten von Frucht- bzw. Obstsuppen

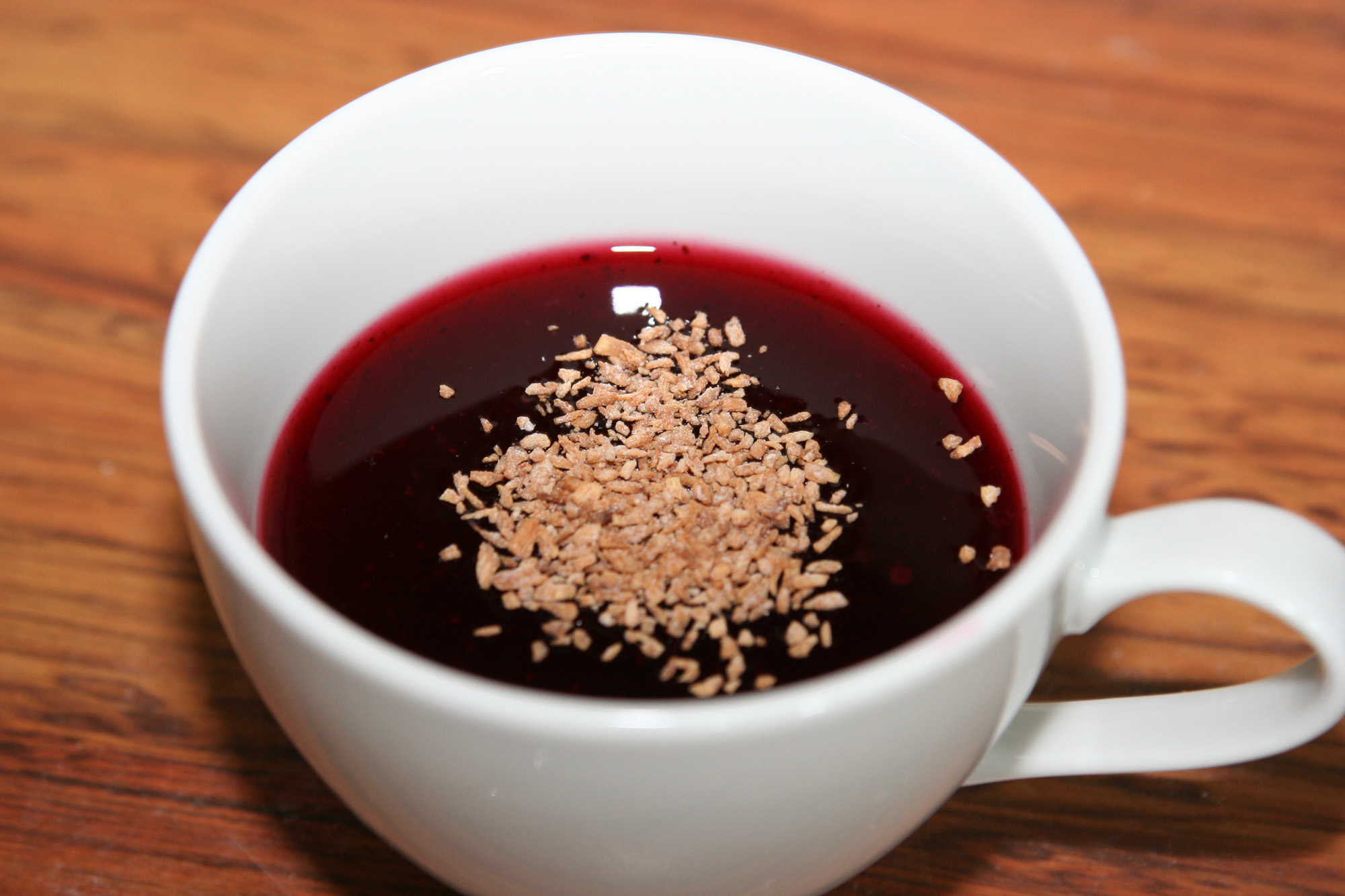
Schwedische Blaubeersuppe

Nahezu alle Obstsorten können als Hauptzutat für Fruchtsuppen verwendet werden. Daneben verwendet man süßliche Fruchtgemüse und Pflanzen wie z. B. Rhabarber mit säuerlichem Geschmack. Beispiele hierfür sind unter anderem:
- Fruchtsuppen aus Beerenobst: Rote Johannisbeere, Schwarze Johannisbeere, Stachelbeeren
- Fruchtsuppen aus Sammelnussfrüchten: Erdbeeren
- Fruchtsuppen aus Stein- und Kernobst: Himbeeren, Brombeeren, Äpfeln, Birnen, Kirschen, Pflaumen, Quitten
- Fruchtsuppen aus Exotischen Früchten: Orangen, Ananas, Mangos, Kokosnuss, Bananen
- sowie Fruchtsuppen aus Trockenobst, Melonen- und Kürbisfrüchten, Strauchfrüchte wie Hagebutten und Holunder (auch Fliedersuppe genannt), oder Fruchtgemüse wie Tomate

Die Vielfalt der Suppen mit einer Hauptzutat wird ergänzt durch Kombinationen wie Suppen aus Mischobst oder Obst-Gemüse-Zusammenstellungen.

## Verbreitung in Europa

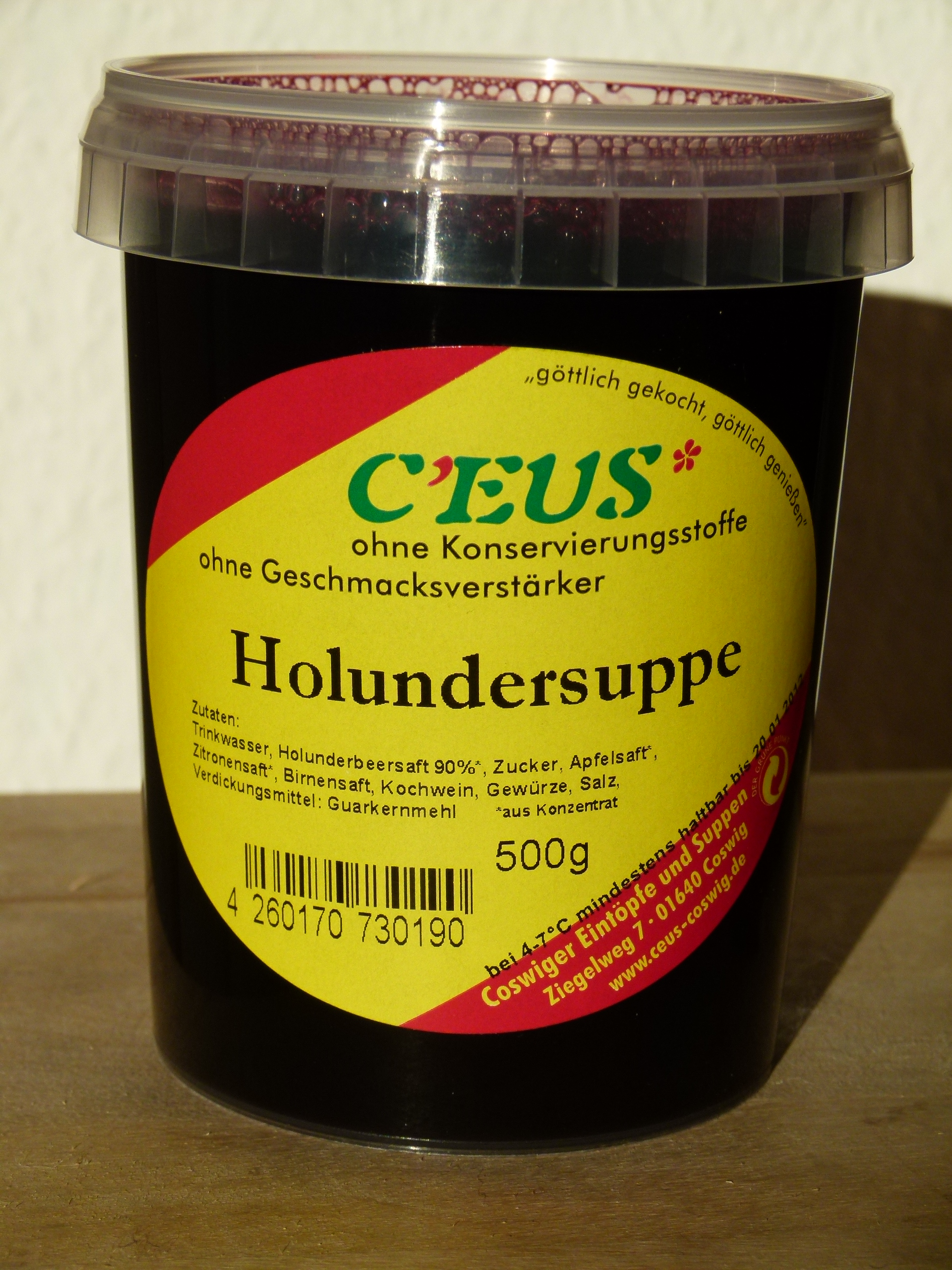
Holundersuppe im Einzelhandel

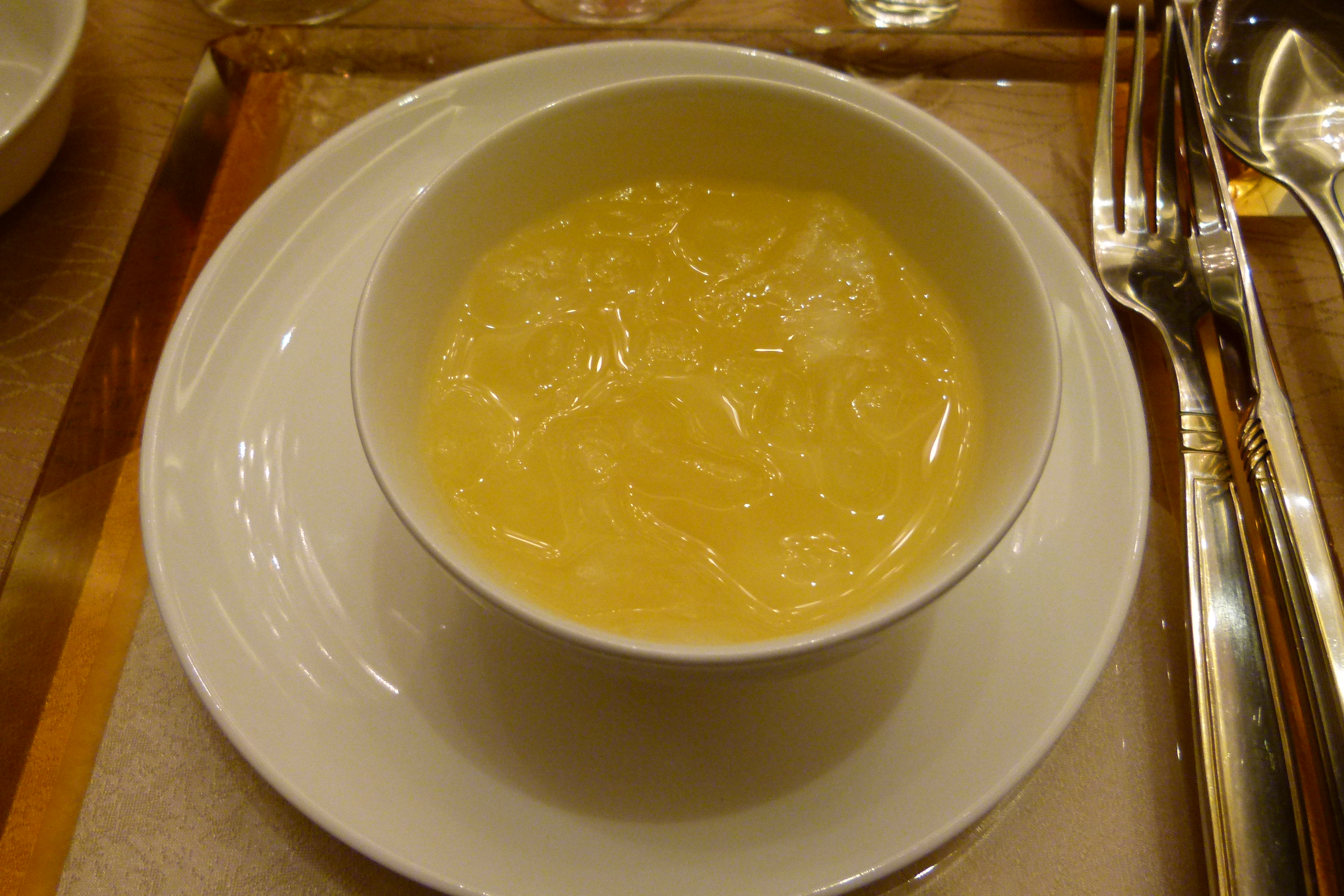
Chinesische Melonen-Früchtesuppe im Nordwesten Chinas

Fruchtsuppen haben nicht nur in der deutschen Küche ihren Platz, sondern ebenso in den Küchen Polens, Tschechiens, Ungarns, Frankreichs und Nordeuropas.
In den skandinavischen Ländern sind Fruchtsuppen besonders beliebt und daher in unterschiedlichsten Geschmacksrichtungen als Instantprodukte zu bekommen. In Schweden hat Hagebuttensuppe (schwedisch Nyponsoppa) den Status eines Nationalgerichts, das warm oder kalt sowohl im Teller serviert als auch aus dem Glas getrunken wird. Am bekanntesten ist die aus Trockenfrüchten (Backobst) hergestellte Fruktsoppa (Fruchtsuppe), die warm oder kalt serviert wird.
Auch in der ungarischen Küche haben Fruchtsuppen (Gyümölcsleves) einen festen Platz, darunter Apfel-, Pflaumen-, Quitten-, Pfirsich-, Maronen- oder Mischobstsuppe. Besonders populär ist die Kirschsuppe "Vörösboros Meggyleves", zu deutsch: "beschwipste Sauerkirschsuppe".